# Anthrobia yamaskensis
Espèce
Synonymes
- Tapinotorquis yamaskensis Dupérré & Paquin, 2007

Anthrobia yamaskensis est une espèce d'araignées aranéomorphes de la famille des Linyphiidae.

## Distribution
Cette espèce se rencontre au Canada au Québec et aux États-Unis au Maine,,.

## Description
Le mâle holotype mesure 0,98 mm et les femelles de 1,00 à 1,09 mm

## Systématique et taxinomie
Cette espèce a été décrite sous le protonyme Tapinotorquis yamaskensis par Dupérré et Paquin en 2007. Elle est placée dans le genre Anthrobia par Paquin et Simard en 2021.

## Étymologie
Son nom d'espèce, composé de yamask[a] et du suffixe latin -ensis, « qui vit dans, qui habite », lui a été donné en référence au lieu de sa découverte, le parc national de la Yamaska.

## Publication originale
- Dupérré & Paquin, 2007 : « Description of five new spiders from Canada (Araneae: Linyphiidae). » Zootaxa, no 1632, p. 1-20.